# Pythodoros (Koroplast)
Pythodoros (altgriechisch Πυθόδωρος) war ein griechischer Koroplast, der in der zweiten Hälfte des 1. Jahrhunderts in Myrina in Kleinasien tätig war.
Pythodoros ist von einer Reihe von Tonstatuetten bekannt, die in der Nekropole von Myrina gefunden wurden, er gehört zu den am meisten produzierenden Koroplastikern aus Myrina in der römischen Kaiserzeit. In einigen seiner Signaturen bezeichnet er sich als Sohn des Menophilos, stilistische Merkmale seines Werks legen nahe, dass er der Sohn des ebenfalls in Myrina tätigen Koroplasten Menophilos war.
Sein Werk zeichnet sich durch die Verschiedenheit der Motive aus, die für die meist seriell hergestellten myrinischen Koroplastiken ungewöhnlich ist. Es sind mehrere Statuetten des Eros-Harpokrates, des Apollon von Gryneion, eines Eros mit Spiegel der Aphrodite Anadyomene mit Eros und einer Aphrodite auf einem Delfin erhalten, sowie einzelne Exemplare eines Apollon mit Kithara, und eines gewandeten Epheben. Daneben sind eine Reihe von Fragmenten erhalten, die jedoch nicht eindeutig einem Motiv zugeordnet werden können.